# Moulin de Courtelevant
Le moulin de Courtelevant (ou moulin Marion) est un moulin à eau alimenté par la Vendeline, inscrit au monuments historiques, qui se situe dans la commune de Courtelevant, dans le Territoire de Belfort.

## Géographie

Carte du Territoire de Belfort : Courtelevant se trouve au sud, entre Delle et Réchésy.

Le moulin de Courtelevant se trouve près de la Vendeline, aux environs de Delle et non loin de la frontière entre la France et la Suisse.

## Histoire
L'origine exacte du moulin est malheureusement inconnue. Il a été construit dans les années 1600 et a été la propriété des seigneurs de Florimont.
Après avoir été déclaré bien national pendant la Révolution française, le moulin est vendu aux enchères à Jean-Pierre Marion en 1805. Aujourd'hui, le moulin appartient toujours à la famille Marion.
À la suite d'un incendie, la quasi-totalité du moulin a été détruite en 1855, sa reconstruction s'est achevée un an plus tard en 1856. Cette dernière a occasionné l'installation de l'actuelle roue hydraulique ainsi que les bluteries.
En 1872, l'infrastructure est agrandie afin d'installer des machines à nettoyer le blé, ainsi qu'une paire de meules pour l'alimentation du bétail présent sur les terres du domaine. En 1882, les minoteries implantées dans la région proposent une production de farine à un prix plus bas, le moulin de Courtelevant arrête alors sa production de farine.
En 1988, l’association « Les amis du Moulin de Courtelevant» est fondée pour l’entretien, la restauration et l’animation du moulin.
Depuis le 16 mai 2002, le moulin fonctionne à nouveau mais à des fins non commerciales : des visites et démonstrations y sont organisées.
Le 18 septembre 1990, la totalité du moulin est inscrite au titre des monuments historiques ; le 19 juillet 2006 la totalité du réseau hydraulique est inscrite à son tour.

## Composition du moulin

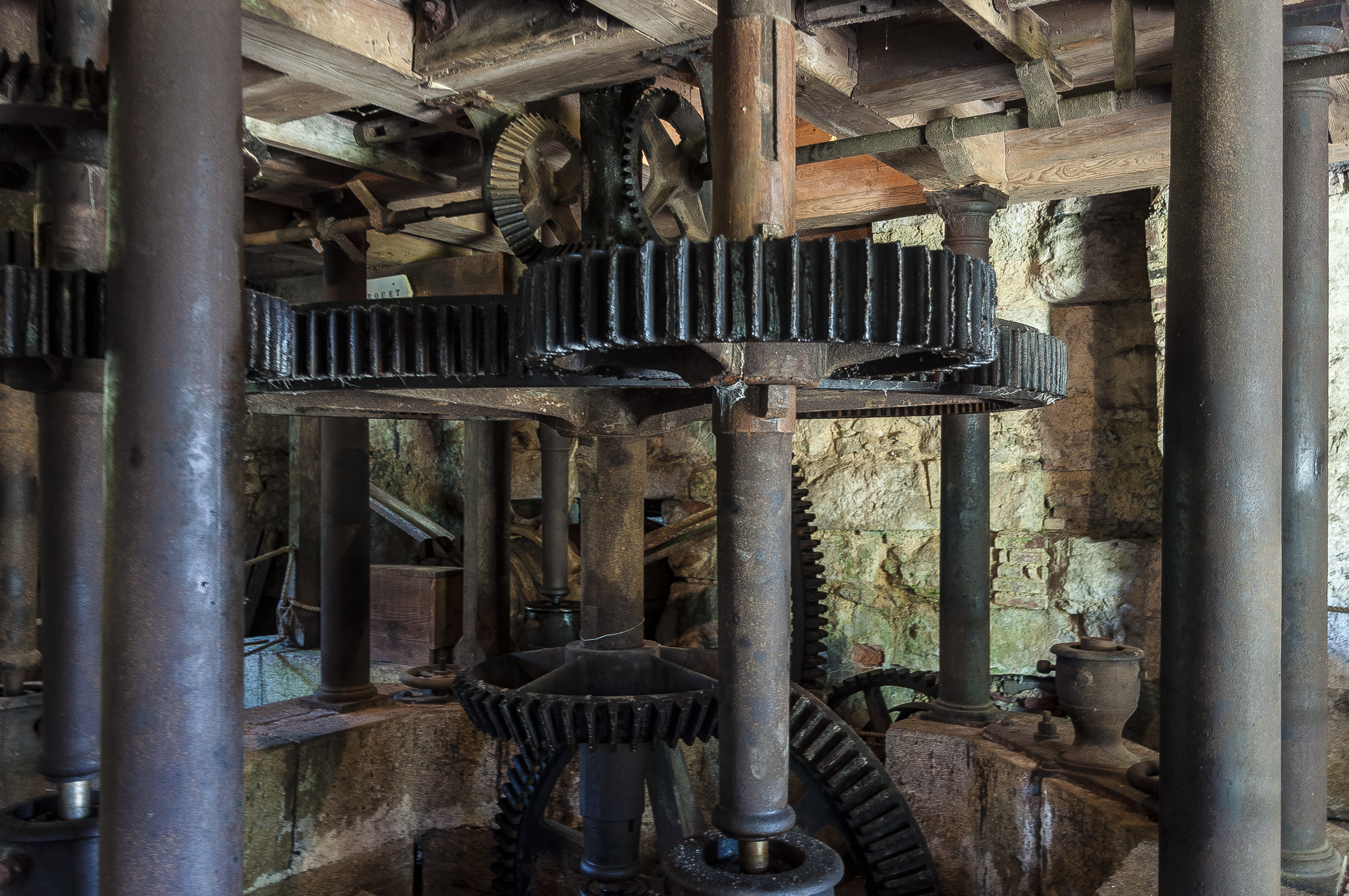
Mécanisme du moulin de Courtelevant.

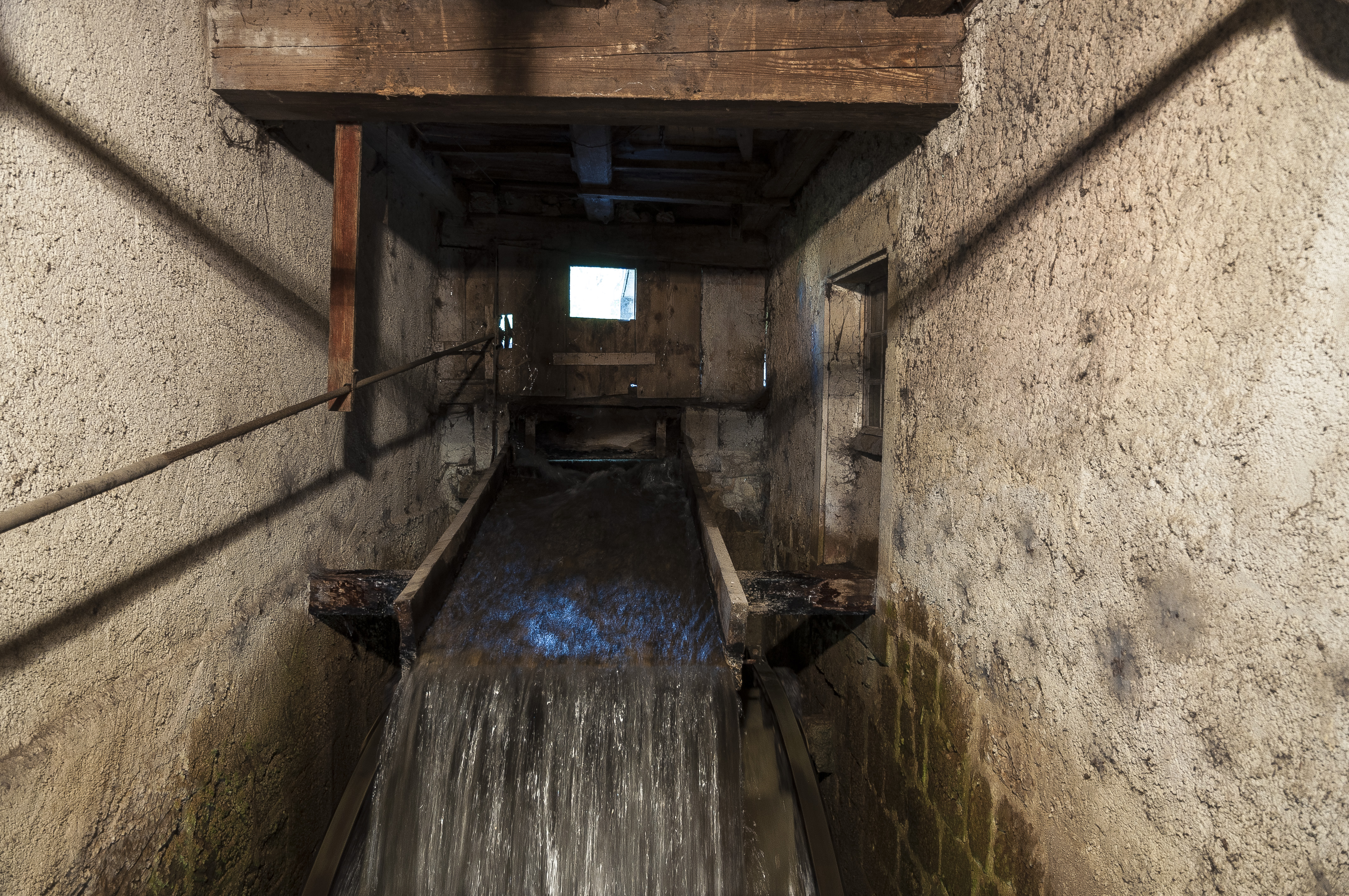
Arrivée d'eau au-dessus de la roue.

L'eau est acheminée jusqu'au moulin grâce à un canal d'amenée qui prend l'eau de la Vendeline plusieurs centaines de mètres à l'amont. Ce canal a une pente bien plus faible que celle de la rivière, ce qui permet, au-droit du moulin, de disposer d'une hauteur de chute permettant de faire fonctionner la roue à augets par-dessus, qui mesure cinq mètres de diamètre. Puis l'eau revient à la Vendeline, à l'aval du moulin.
Le bâtiment du moulin comprend quatre niveaux.
Le rez-de-chaussée est composé de la partie « transmission de puissance » avec la roue hydraulique, qui transforme l’énergie hydraulique en énergie mécanique, et toute « la partie engrenage ». Le premier étage est composé des trois meules qui servent à broyer le grain. La mouture produite est ensuite montée au troisième étage où elle est introduite dans deux râteaux à farine afin d’être « brisée ». Cette mouture est ensuite amenée aux bluteries du deuxième et premier étage.

## Sources
- Bulletin annuel de la Coeuvatte Suarcine Vendeline no 2, 2008
- Site officiel
- Fédération des moulins de France
- Patrimoine des communes du Territoire de Belfort